# Federico Colonna (ciclista)
Federico Colonna (Fucecchio, 17 agosto 1972) è un ex ciclista su strada italiano, professionista dal 1994 al 2001.

## Palmarès

### Strada
- 1992 (Dilettanti)

Gran Premio Calzifici e Calzaturifici Stabbiesi
Campionati italiani, Prova in linea Dilettanti seconda serie
Trofeo Albergo Gemmi
- 1993 (Dilettanti)

Circuito di Cesa
Circuito del Porto-Trofeo Internazionale Arvedi
11ª tappa Girobio (Treviglio > Ivrea)
- 1994 (Mapei-Clas, tre vittorie)

4ª tappa Vuelta a Murcia (Cieza > Jumilla)
2ª tappa Vuelta a Castilla y León
3ª tappa Herald Sun Tour (Robinvale > Swan Hill)
- 1995 (Mapei-GB, cinque vittorie)

2ª tappa Quatre Jours de Dunkerque (Cappelle-la-Grande > Villeneuve-d'Ascq)
Clásica de Alcobendas
2ª tappa Vuelta a Castilla y León
4ª tappa Vuelta a Castilla y León
5ª tappa Vuelta a Castilla y León
- 1996 (Mapei-GB, cinque vittorie)

Trofeo Manacor
2ª tappa Circuit de la Sarthe (Sablé-sur-Sarthe > Château-du-Loir)
7ª tappa Tour DuPont (Wytheville > Bristol)
1ª tappa Giro dei Paesi Bassi (Gouda > Haarlem)
2ª tappa Tour de Pologne (Stettino > Gorzów Wielkopolski)
- 1997 (Asics-CGA, una vittoria)

Gran Premio Città di Rio Saliceto e Correggio
- 1998 (Asics-CGA, due vittorie)

3ª tappa Volta a la Comunitat Valenciana (Tavernes de la Valldigna > Sagunto)
Gran Premio Città di Rio Saliceto e Correggio
- 2001 (Cantina Tollo-Acqua & Sapone, una vittoria)

12ª tappa Tour de Langkawi (Kuala Lumpur > Dataran Merdeka)

## Piazzamenti

### Grandi Giri
- Giro d'Italia

1998: fuori tempo massimo (17ª tappa)
- Vuelta a España

1997: ritirato (7ª tappa)
2000: 121º

### Classiche monumento
- Giro delle Fiandre

1997: 91º
2001: ritirato
- Parigi-Roubaix

1998: ritirato